# الجزائر في الألعاب البارالمبية الصيفية 2016
شاركت الجزائر في الألعاب البارالمبية الصيفية بريو دي جانيرو 2016، وهي المشاركة السابعة في تاريخها منذ سنة 1992.

## مواضيع ذات علاقة
الجزائر في الألعاب الأولمبية الصيفية 2016